# 林国宁
林国宁（1967年5月—），广东开平人，中华人民共和国政治人物。

## 生平
1967年5月，林国宁出生在广东省开平县（今开平市）。1988年11月，林国宁进入中共开平县委党校写作班学习，次年3月分配至开平（县）市赤坎镇人民政府出任招聘干部，期间于1990年1月加入中国共产党。1990年9月又进入中共广东省委党校党政管理函授班学习。
1993年4月，林国宁成为开平市沙塘镇经济发展公司副经理、经理，1996年1月转任沙塘镇人民政府副镇长。2001年2月转任中共金鸡镇党委副书记、镇长，同年11月升任中共金鸡镇党委书记、人大主席。
2004年12月，林国宁调任中共汕头市澄海区委副书记，2006年7月转任中共汕头市澄海区委常委。
2007年2月，林国宁调任开平市人民政府副处级干部，2009年12月进入开平市政协，兼任长沙街道党工委书记，2010年3月升任政协副主席，2012年5月兼任开平市人民政府副市长，同年6月兼任兼任市翠山湖产业转移工业园管理委员会主任、党工委书记、市石榴塘农场场长，同年11月兼任市红十字会会长。2021年11月24日，林国宁任开平市政协党组书记、主席。

### 落马
2024年8月20日，林国宁涉嫌严重违纪违法接受江门市纪委监委纪律审查和监察调查。2023年6月，副主席梁和平涉嫌严重违纪违法落马。